# Beine-Nauroy
Beine-Nauroy é uma comuna francesa na região administrativa de Grande Leste, no departamento de Marne. Estende-se por uma área de 42,68 km². Em 2010 a comuna tinha 1 018 habitantes (densidade: 23,9 hab./km²).